# Limfjordsruten
Limfjordsruten, der også er kendt som national cykelrute 12 (N12), udgør en 610 km lang rundstrækning omkring Limfjorden, Danmarks største fjordområde. Cykelruten der strækker sig gennem bakke- og fjordlandskaberne fra Hals i øst til Thyborøn i vest, blev indviet i foråret 2002, Ruten er dannet ved at sammenkæde flere eksisterende regionale cykelruter såsom Ertebølle-ruten (regionalrute 36) og har undervejs berøring med temaruterne Snapseruten og Gourmetruten. Ruten blev oprettet i et samarbejde mellem tre af datidens amter (Nordjylland, Viborg og Ringkøbing) og den lokale turistorganisation, Netværk Limfjorden, som heller ikke eksisterer længere.
Størstedelen af Limfjordsruten går ad cykelstier, grusveje samt mindre befærdede, men asfalterede veje. To færgeoverfarter binder ruten sammen: Thyborøn-Agger i vest og Hals-Egense i øst. Vil man afkorte turen omkring Limfjorden, er der desuden mulighed for at skyde genvej adskillige steder undervejs via broer eller færger.